# テルナテ

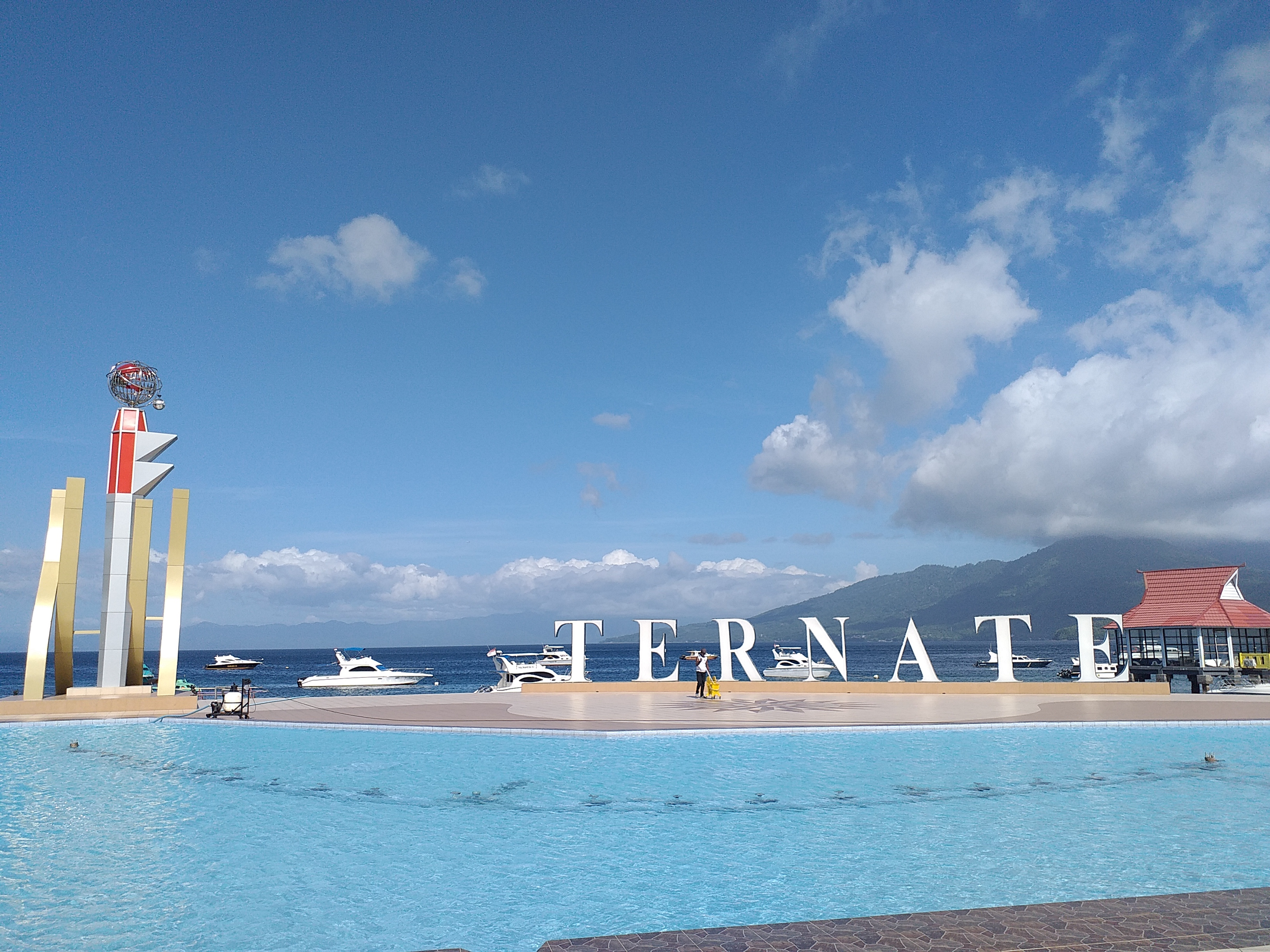
テルナテ

テルナテ(インドネシア語: Kota Ternate)はインドネシアの北マルク州の最大都市である。マルク諸島のテルナテ島にある。2010年まで州都であり、テルナテ王国の首都でもあった。現在もスルタンは存在するが権力を持たない。テルナテ都市圏は空港からバスティオン港までの10kmに広がる。商業地区はオラニェ砦近くのバス・ターミナルから、アフマドゥ・ヤニ港までの2kmである。

## 歴史
1257年、テルナテ王国が建国され、首都が置かれる。
1607年、オランダがオラニェ砦を築き、オランダ領東インドの中心にする。
1619年、オランダ領東インドの中心がジャカルタに移る。
1796年、王宮が建てられる。現在は一部が博物館になっている。
1914年、テルナテ王国が滅亡する。
1999年、マルク州の北部が北マルク州として分離し、テルナテに州都が置かれる。
2010年、州都が対岸のハルマヘラ島のソフィフィに移る。
2011年11月14日、M6.6の地震が発生した。インドネシア気象庁は津波の可能性は少ないと述べた。

## 交通

### 空路
スルタン・バブラ空港があり、ジャカルタやマカッサル、スラバヤ等の国内都市と結ばれている。

### 海路
アフマドゥ・ヤニ港からペルニが運営する船に乗って、アンボンやマナドに行ける。

## 写真

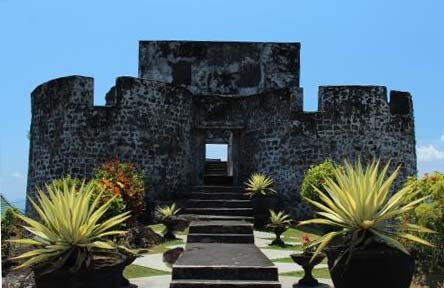
トルッコ砦
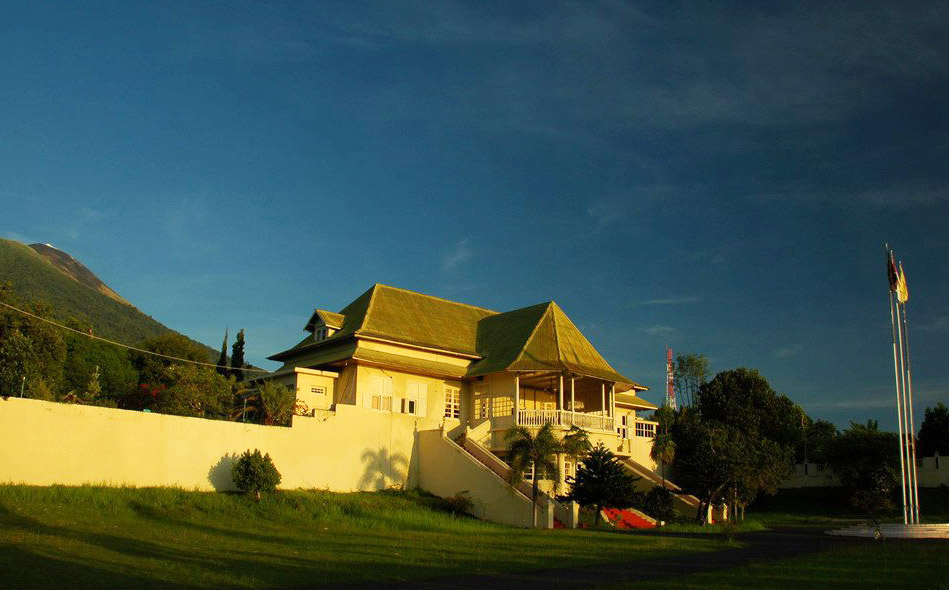
王宮
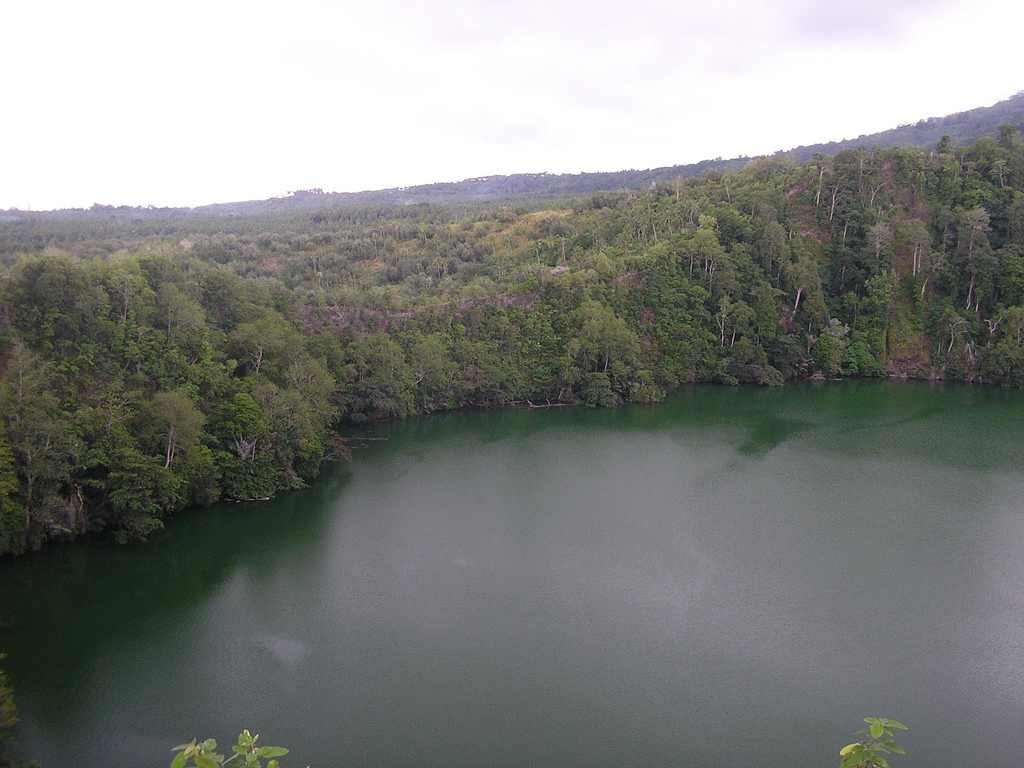
トリレ湖
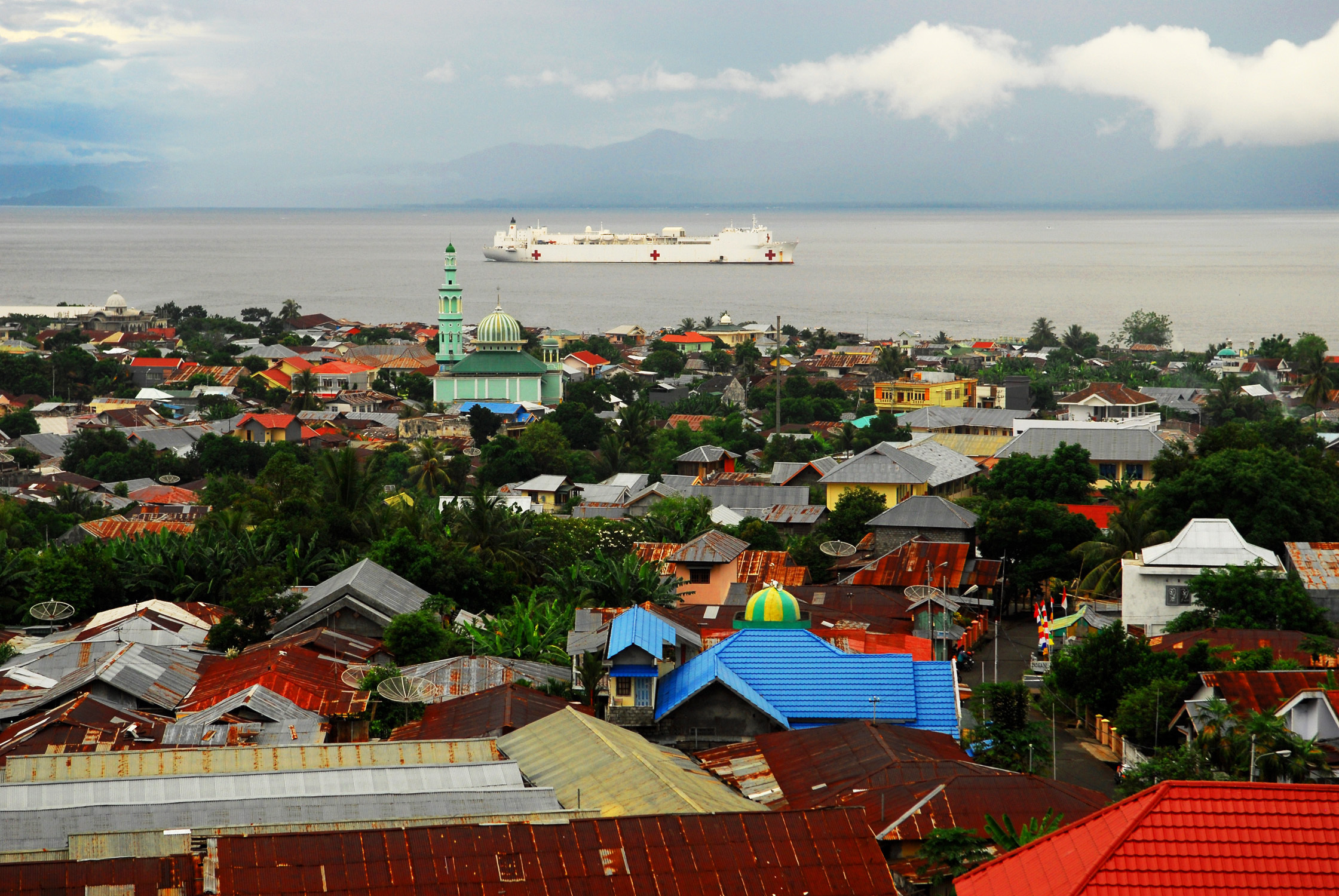
2010年のテルナテ